# Tsuji Kakō
Kakō Tsuji (都路 華香, 1870 Kyoto - 1931) est un peintre japonais formé par Kōno Bairei à l'école de peinture Maruyama-Shijō. Sa formation zen, qu'il entame en 1899, influence une grande partie son style de peinture et l'amène à briser les conventions. Tsuji Kakō devient l'une des figures de proue des héritiers de l'école Maruyama-Shijō, avec Takeuchi Seihō, Kikuchi Hōbun, Taniguchi Kōkyō et Yamamoto Shunkyo. En raison de sa démarche individuelle et de son refus d'être politiquement correct, le travail de Kakō n'a jamais acquis auprès du public le même attrait et le même cachet que celui de ses confrères contemporains.

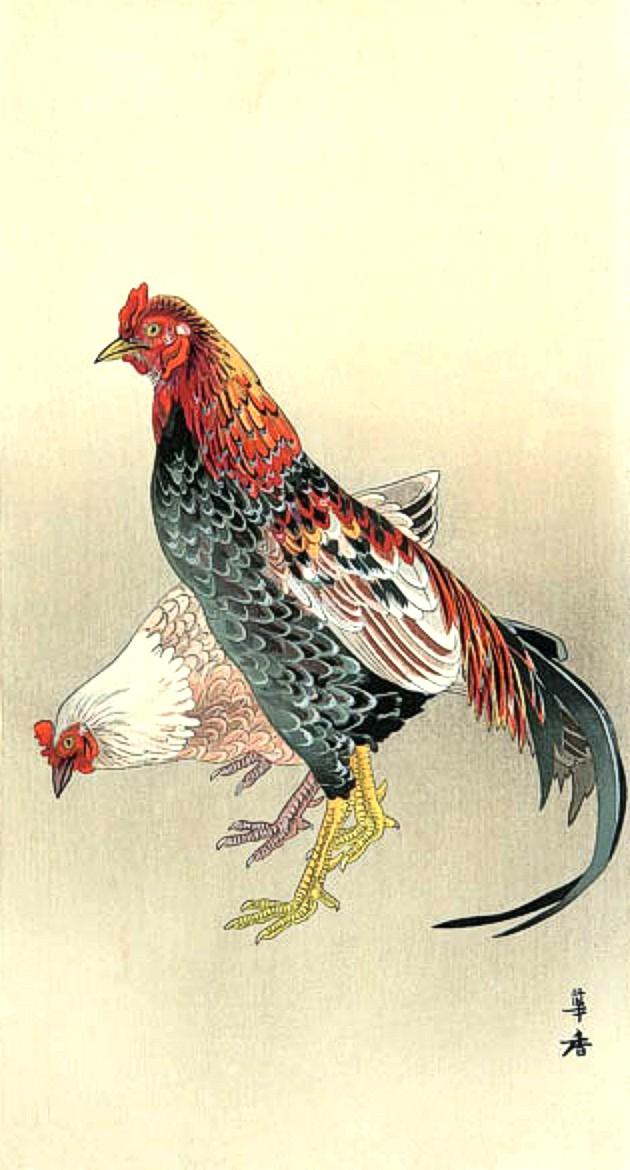
« Coq et poule »

Dans les dix dernières années de l'ère Meiji, Tsuji s'intéresse à l'étude des vagues, son style rompt avec la tradition et devient hautement personnel et audacieux. Pendant cette période, il expérimente également l'usage de la couleur. Son manque de conformité nuit à sa popularité. Cependant, son œuvre est à présent l'objet d'une étude attentive et d'un commentaire critique dans de nombreux articles contemporains.